# کاستا کنکوردیا
کاستا کنکوردیا (به ایتالیایی: Costa Concordia) یک کشتی تفریحی است که طول آن ۲۹۰٫۲۰ متر (۹۵۲ فوت ۱ اینچ) می‌باشد. این کشتی در سال ۲۰۰۵ ساخته و در ۲۰۰۶ آب‌سپاری شد.
این کشتی بزرگ ایتالیایی در ژانویه سال ۲۰۱۲ میلادی در جزیره «گیگلیو» در منطقه توسکانی ایتالیا غرق شد و به گل نشست که بر اثر این حادثه ۳۲ نفر جان خود را از دست دادند.
همچنین در خلال عملیات بیرون کشیدن کشتی از آب یک غواص کشته شد.این کشتی حامل چند هزارتن مواد شیمیایی بوده و برای باز ایستایی و بیرون آوردن آن ۹۲۳ روز زمان برد و هزینه بالغ بر یک میلیارد و دویست میلیون دلار هزینه شد و پس از بیرون آوردن آن چون آسیبهای جدی دیده بود به مرکز بازیافت منتقل گردید.